# Części spławialne
Części spławialne, cząstki spławialne, frakcje spławialne – frakcja granulometryczna glebowych ziaren mineralnych obejmująca cząstki o średnicy mniejszej niż 0,02 mm (0,01 mm).
Nazwa „spławialne” wynika z tego, że podczas przepływowych lub sedymentacyjnych analiz uziarnienia części spławialne zostają w trakcie analizy spławione wraz z roztworem, w odróżnieniu od większych cząstek (niespławialnych), które po określonym czasie opadają na dno lub nie są w stanie być uniesione przez prąd wody (w zależności od stosowanej metody).

Od zastosowanej metody zależy również graniczna wielkość części spławialnych. W metodach przepływowych Schönego, Kopecky’ego i Mieczyńskiego części spławialne miały średnicę mniejszą od 0,01 mm, zaś przy metodzie Atterberga lub Casagrande’a w modyfikacji M. Prószyńskiego – mniejszą niż 0,02 mm. Różnice pomiędzy wynikami metod przyjmujących różną wielkość graniczną są bardzo niewielkie.
Najpopularniejsze w Polsce, zalecane przez Polskie Towarzystwo Gleboznawcze podziały na frakcje przyjęły za wartość graniczną 0,02 mm. Najpopularniejszy w okresie międzywojennym i tuż powojennym podział Mieczyńskiego wydzielał <0,02 mm szlam (0,02-0,002 mm szlam pylsty; <0,002 mm szlam koloidalny), podział PTG z 1956 r. wydzielał <0,02 mm części spławialne (0,02-0,005 mm ił pyłowy drobny; 0,05-0,002 mm ił pyłowy gruby i <0,002 mm ił koloidalny). Z Zastosowanego nazewnictwa wynikają też synonimy części spławialnych – cząstki szlamowe, frakcja ilasta lub po prostu ił.

Wynikające ze stosowanych dawniej metod analiz uziarnienia łączenie wszystkich cząstek mniejszych od 0,02 mm (0,01 mm) w jedną frakcję części spławialnych budziło pewne zastrzeżenia. W obrębie tej grupy znajdują się dwie różne pod względem mineralogi i właściwości grupy cząstek: podfrakcje grubsze (pylaste, 0,02-0,002 mm) bliższe właściwościami cząstkom pyłu oraz podfrakcja koloidalna (iłu koloidalnego <0,002 mm) składająca się głównie z minerałów ilastych oraz tlenków i wodorotlenków metali posiadająca duże znaczenie w nadawaniu właściwości glebie. Ze względu na konieczność stosowania jednolitych kryteriów opisów gleb jak w przeszłości taki podział był obowiązujący przez długie lata. Dopiero w 2008 r. Polskie Towarzystwo Gleboznawcze wprowadziło podział na frakcje granulometryczne odpowiadający większości podziałów zagranicznych i rozbijający frakcję spławialną na 2 frakcje: pyłu drobnego (0,02-0,002 mm) i iłu (<0,002 mm).